# 圣热尔韦迪佩龙
圣热尔韦迪佩龙（法語：Saint-Gervais-du-Perron，法語發音：[sɛ̃ ʒɛʁvɛ dy pɛʁɔ̃] ⓘ）是法国奥恩省的一个市镇，属于阿朗松区。

## 地理
圣热尔韦迪佩龙（48°31'58"N, 0°9'35"E）面积11.28 平方千米，位于法国诺曼底大区奧恩省，该省份为法国西北部内陆省份，北起顺时针与卡爾瓦多斯省、厄尔省、厄尔-卢瓦省、萨尔特省、马耶讷省和芒什省接壤。
与圣热尔韦迪佩龙接壤的市镇（或旧市镇、城区）包括：塞镇附近拉沙佩勒、勒布永、比尔萨尔、梅尼勒埃勒、诺夫苏塞赛、埃库沃。
圣热尔韦迪佩龙的时区为UTC+01:00、UTC+02:00（夏令时）。

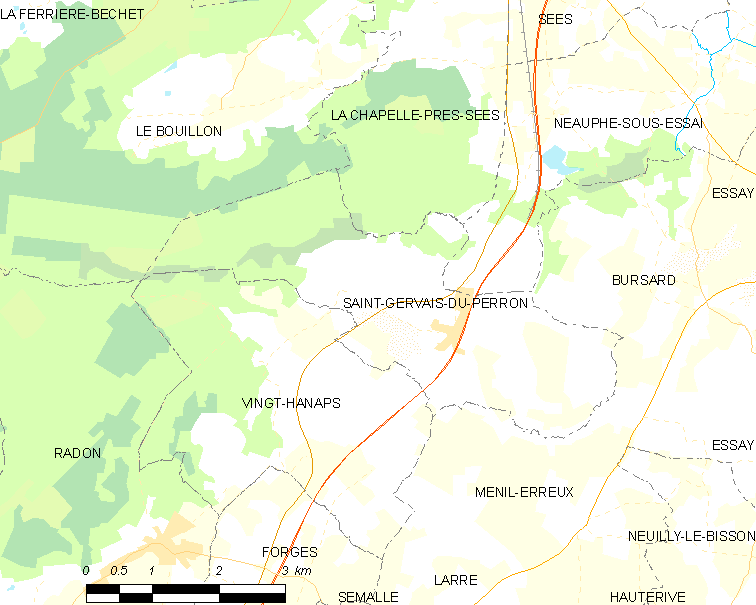
圣热尔韦迪佩龙的OSM定位图

## 行政
圣热尔韦迪佩龙的邮政编码为61500，INSEE市镇编码为61400。

## 政治
圣热尔韦迪佩龙所属的省级选区为塞镇县。

## 人口

1962-2008年间圣热尔韦迪佩龙人口变化图示

圣热尔韦迪佩龙于2022年1月1日时的人口数量为346人。